# Dinarra
La dinarra o guitarra dinámica es una guitarra microtonal. El nombre del instrumento es un sustantivo compuesto, derivado de las palabras "dinámica" y "guitarra". La diferencia con la guitarra está en la cantidad y disposición de los espacios entre los trastes.
Habitualmente los trastes dividen el diapasón en semitonos. La guitarra tiene 12 trastes por octava, mientras que la dinarra tiene 53. Tiene 6 cuerdas que se afinan igual a las de la guitarra.
La dinarra acústica tiene un "afinador de tapa" muy liviano que permite variar el tiro de cada cuerda sin alterar el sonido del instrumento. El libro Principios de la gama dinámica, de Eduardo Sabat (Editorial Arca, 1994), enseña la teoría y práctica del instrumento
Los instrumentos tradicionales de Uruguay son: guitarra española, el guitarrón uruguayo, el acordeón, el bombo criollo, el yerbomatófono, la batería de murga y después los tamboriles que son 3 chico, repique y piano.

## Historia
La dinarra fue inventada por el uruguayo Eduardo Sábat-Garibaldi. La primera dinarra fue una guitarra restaurada, mientras que la primera dinarra construida como tal en junio de 1977, fue obra del lutier Germano Banchetti.
En noviembre de 1998 se dio el primer concierto de dinarra en el Cabildo de Montevideo. Actuaron los dinarristas Alejandro Sánchez y Johannes Stenger. Tocaron obras contemporáneas y de jazz, tanto en dinarra acústica como eléctrica. Las cuales fueron creadas originariamente para guitarra
En diciembre del 2000 Fabian Rocha compuso piezas especialmente para el instrumento, el cual  presentó en concierto en diversos lugares de Montevideo como ser: Ministerio de Educación y Cultura , Cabildo, Ateneo de Montevideo, Alianza Francesa etc. 
Por este invento Sábat-Garibaldi recibió en 1991 el reconocimiento personal de Felipe de Borbón y Grecia, Príncipe de Asturias. En 2000 recibió el Genius Prize de la Asociación Húngara de Inventores, en el IX Simposio de Inventores de Buenos Aires.
En el 2001 Fabián Rocha crea el diseño exclusivo de la dinarra eléctrica, la que cuenta con un diapasón de cristal y una forma de instrumento totalmente contemporáneo, lo que se dio en llamar dinarra cristal. Hasta ese momento, las dinarras eran guitarras modificadas solo en su diapasón.
En 2002 Sábat obtuvo una Medalla de Plata otorgada por la Korea Invention Promotion Association en la Feria Internacional de Invenciones de Seúl.  Se trató de un segundo premio en invención microtonal y diseño en dinarra cristal
La primera composición para dinarra acústica titulada Breve disquisición acerca de la nueva manera de entonar antiguos intervalos Op.1 (1983) es debida a Enrique Merello-Guilleminot.

## La teoría
Sábat descubrió que tanto escala pitagórica como la ptolomeica pueden "trabajar" en una única estructura matemática que denominó “gama dinámica”. La gama dinámica es una teoría que permite entonar exactamente cualquier música de acuerdo a la teoría armónica para los armónicos 3 y 5. Esta exactitud es física dado que los errores son inaudibles. Matemáticamente el error vale la centésima parte de una coma musical, lo cual es absolutamente despreciable.

## La tetarra
Además de la dinarra, existe otra guitarra microtonal llamada tetarra. Fue inventada por el músico ecuatoriano Lucho "Pelucho" Enríquez en 2000, cuando tenía 22 años. Es una guitarra microtonal basada en un sistema temperado de 18 sonidos, afinado en cuartas justas, sin desviación, de 33 centímetros. El nombre del instrumento también es un sustantivo compuesto, que hace alusión a la forma de la guitarra. 